# Как стать счастливым
«Как стать счастливым» — советский художественный фильм, фантастическая комедия режиссёра Юрия Чулюкина.

## Сюжет
1980 год. В маленьком городке Лесогорске живёт скромный учитель физики. Он изобретает чудо-аппарат, который может определить в ребёнке способности к профессии и степень талантливости. Изобретатель приезжает в Москву, но люди, к которым он обращается, скептически относятся к изобретению. Фотокорреспондент московской газеты Гоша, который ухватился было за намечающуюся сенсацию, получив от учёного анализ своих способностей, отказывается иметь дело с изобретателем. Мечтающий стать великим писателем, Гоша узнаёт, что по призванию он — клоун, и воспринимает это очень негативно.
Через десять лет неожиданно появляется целая плеяда талантливых молодых людей, слава которых начинает греметь по всей стране и за её пределами. По странному совпадению, они оказываются родом из Лесогорска: мастера, артисты, спортсмены, учёные. Гоша, ставший начальником отдела своей газеты, но не имеющий успехов на этой должности, снова хватается за сенсацию. Расследование приводит корреспондента к уже знакомому учёному из Лесогорска. Оказалось, что и насчёт жены Гоши изобретатель оказался прав — она открыла в себе талант скульптора, добилась успеха, и анализ изобретателя, тайно сделанный, когда молодая женщина спала, это подтвердил.
Гоша, узнав, что проделанное тогда же сканирование способностей собственного сына было случайно уничтожено самим мальчиком, поспешно бросается искать учёного, но оказалось, что изобретатель уже скончался, разобрав перед смертью своё изобретение. Посетив вместе с сыном открытие памятника гению в Лесогорске, Гоша всё-таки принимает решение, несмотря на возраст, изменить свою жизнь.

## В ролях
| Актёр                  | Роль                                       |
| ---------------------- | ------------------------------------------ |
| Николай Караченцов     | Гоша                                       |
| Марина Дюжева          | жена Гоши Зоя                              |
| Лев Дуров              | старичок-изобретатель                      |
| Владимир Шевельков     | Слава                                      |
| Елена Валюшкина        | Лида                                       |
| Татьяна Пельтцер       | бабушка Лиды                               |
| Кирилл Головко-Серский | сын Гоши и Зои Вовик                       |
| Виктор Филиппов        | дядя Боря                                  |
| Семён Фарада           | Колобок                                    |
| Ион Унгуряну           | директор Института Мозга Дмитрий Сергеевич |
| Людмила Чулюкина       | Раечка                                     |
| Всеволод Шиловский     | главный редактор                           |
| Сергей Балабанов       | Миша                                       |
| Игорь Ясулович         | выступающий на открытии памятника          |
| Александр Масляков     | ведущий конкурса                           |
| Вадим Александров      | сотрудник редакции Лысый                   |
| Владимир Носик         | сотрудник Института Мозга учёный           |
| Николай Карнаухов      | вахтёр Степаныч                            |
| Ксения Козьмина        | сотрудница вивария Института Мозга         |
| Зоя Василькова         | сотрудница Института Мозга                 |
| Зоя Исаева             | сотрудница редакции                        |
| Рано Хамраева          | сотрудница Института Мозга                 |
| Александр Левшин       | научный сотрудник Института Мозга          |

## Съёмочная группа
- Режиссёр: Юрий Чулюкин
- Сценаристы: Георгий Кушниренко, Юрий Чулюкин
- Оператор: Евгений Гуслинский
- Композитор: Владимир Дашкевич
- Художник: Пётр Киселёв
- Авторы текстов песен: Леонид Дербенёв, Георгий Кушниренко, Юрий Чулюкин
- Звукорежиссёр: Евгений Фёдоров

## Критика
Отзывы кинокритиков о картине были доброжелательными. В прессе отмечался общий серьёзный замысел фильма, а также подъём в жанре фантастической комедии актуальных тем, связанных с выбором человеком профессии и своего жизненного пути, раскрытием данных человеку талантов.